# 茨城県立大子清流高等学校
茨城県立大子清流高等学校（いばらきけんりつだいごせいりゅうこうとうがっこう）は、茨城県久慈郡大子町大子に位置する県立高等学校。大子第一高等学校と大子第二高等学校が統合して設立された。校名の「清流」は大子町の象徴的存在である久慈川と「清廉な人物、貴い恵み」という学校の教育目標を表す。

## 設置学科・系列
- 総合学科 - 2025年（令和7年）度より、日本全国から生徒の募集を行っている。
  - 人文科学系列（文科系大学への進学や就職）
  - 自然科学系列（理系大学への進学や就職）
  - 福祉系列（福祉系大学や専門学校への進学や福祉関連の就職）
- 農林科学科 - 2008年（平成20年）度より、日本全国から生徒の募集を行っている[2]。
  - 農業科学コース（作物の栽培についての学習）
  - 森林科学コース（環境保全や森林資源についての学習）

### 統合前の学科
茨城県立大子第一高等学校
- 普通科
- 農業科
- 林業科
- 生活科

茨城県立大子第二高等学校
- 普通科
- 家庭科

## 沿革
- 2003年（平成15年）10月1日 - 創立[3]。
- 2004年（平成16年）4月 - 茨城県立大子清流高等学校として開校[2]。

## 統合した学校
大子清流高等学校は、以下の2校を統合して発足した。

### 大子第一高等学校
茨城県立大子第一高等学校（いばらきけんりつだいごだいいちこうとうがっこう）は、茨城県久慈郡大子町にあった、公立の高等学校。校訓は「至誠・勤労・協和」。1981年（昭和56年）時点では普通科・農業科・林業科・生活科を置き、生徒数は826人であった。
校地（茨城県久慈郡大子町大子224）は大子清流高等学校に引き継がれた。

#### 一高の沿革
- 1907年（明治40年）
  - 11月29日 - 大子町外七ヶ村学校組合立大子農学校として発足[5]。
  - 12月7日 - 開校式・入学式を挙行。3年制の乙種農学校で、初年度の入学者は63人だった。
- 1919年（大正8年）4月1日 - 西後谷津に校舎を新築、移転。
- 1920年（大正8年）3月 - 郡立に移管し、久慈郡農学校に改称。久慈郡議会の採決で、賛成18、反対17の僅差で郡立移管が決まった。
- 1923年（大正12年）
  - 2月20日 - 校舎増築上棟式を挙行。
  - 4月1日 - 県立に移管し、茨城県立大子農学校となる。
- 1929年（昭和4年）4月1日 - 甲種農学校に昇格[6]。
- 1941年（昭和16年） - 林業科設置。
- 1942年（昭和17年）
  - 3月 - 校舎増築落成。
  - 4月1日 - 茨城県立大子農林学校に改称。
- 1943年（昭和18年）3月 - 新講堂完成。
- 1945年（昭和20年）5月 - 武道場と2教室を日立製作所の疎開工場として貸与。実際にはほとんど使用されずに終戦を迎えた[7]。
- 1948年（昭和23年）4月 - 茨城県立大子高等学校に改称。普通科を設置。
- 1949年（昭和24年）4月 - 茨城県立大子第一高等学校に改称。4年制定時制課程（普通科・農業科）を設置。
- 1965年（昭和40年） - 鉄筋コンクリート造の新校舎完成。生活科を設置。
- 1969年（昭和44年） - 芦野倉に農場を移転。
- 1980年（昭和55年） - 新管理棟完成。
- 2004年（平成16年） - 新入生の募集を停止。
- 2006年（平成18年）3月31日 - 閉校[8]。

### 大子第二高等学校
茨城県立大子第二高等学校（いばらきけんりつだいごだいにこうとうがっこう）は、茨城県久慈郡大子町にあった、公立の高等学校。1981年（昭和56年）時点では普通科と家庭科を置く生徒数673人の高校だった。校訓は「誠実・勤労・友愛」。
校地（茨城県久慈郡大子町北田気662）は改修工事が行われ、2009年（平成21年）8月より東京理科大学大子研修センターとなった。のちに、1年間貸与期間を延長の上で2020年1月に敷地を町に返却。敷地は大子町営研修センターと新・大子町庁舎に活用された。

#### 二高の沿革
- 1910年（明治43年）12月15日 - 私立大子女子技芸講習所として開校[7]。金町の野内せき宅2階を仮教場とし、初年度の生徒は10人だった[7]。
- 1912年（明治45年）
  - 1月 - 本町の益子勝雄宅に教場を移転。
  - 4月 - 大子町に移管、大子町立女子技芸補習学校に改称。大子尋常高等小学校に併設する。6月30日に開校式を挙行。
- 1918年（大正7年）8月17日 - 大子町立女子技芸学校に改称。茨城県で11番目の独立した女子校となる。9月26日に開校式を挙行。
- 1923年（大正12年）5月 - 法隆寺助教諭の転任に反発した生徒が同盟休校に入る。法隆寺助教諭は翌1924年（大正13年）12月に復帰。
- 1927年（昭和2年） - 組合立に移管、茨城県大子町外六ヶ村組合立大子女子技芸学校に改称。
- 1937年（昭和12年）12月24日 - 2階建の新校舎落成式を挙行。後山に移転。
- 1938年（昭和13年）度 - 花嫁修業として1週間の合宿訓練を行う「家庭寮」を実施。1942年（昭和17年）度まで継続する。
- 1943年（昭和18年）4月1日 - 茨城県大子高等女学校に昇格。
- 1945年（昭和20年） - 4年制に改組[11]。
- 1946年（昭和21年）
  - 9月 - 旧校舎を移転改築して平屋建にする。
  - 11月1日 - 大子町外九ヶ村組合立に移行。
  - 12月24日 - 翌年に県立移管することが決定し、喜んだ人々が太鼓を打ち鳴らして行進する。
- 1947年（昭和22年）3月1日 - 茨城県に移管、茨城県立大子高等女学校に改称。
- 1948年（昭和23年）4月 - 茨城県立大子女子高等学校に改称。
- 1949年（昭和24年）4月 - 茨城県立大子第二高等学校に改称。普通科と家庭科を設置。
- 1952年（昭和27年） - 体育館竣工。
- 1960年（昭和35年） - 校舎を新築。
- 1977年（昭和52年）10月 - 1973年（昭和48年）から始まった校地造成と諸設備の建設が終わり北田気に移転、授業開始[12]。
- 2004年 - 新入生の募集を停止。
- 2006年（平成18年）3月31日 - 閉校[8]。
- 2008年（平成20年）6月 - 大子町が東京理科大学に校地を無償貸与[9]。
- 2009年（平成21年）8月 - 東京理科大学大子研修センターが開設[9]。

## 交通
茨城県道160号梨野沢大子線沿い。
- JR水郡線常陸大子駅より徒歩約5分。

## 著名な出身者
- 髙信幸男 - 名字研究家、司法書士、作家。（大子第一高等学校卒）[13]
- 大子錦大伍郎 - 力士、高砂部屋所属。（大子第一高等学校卒）[14]